# Rachel Corrie (Schiff)
Die Rachel Corrie (ex Linda (2003–2010). ex Manya (1993–2003), ex Norasia Attica (1993), ex Carsten (1967–1993)) ist ein Küstenmotorschiff (Sietas Typ 33), das kurzzeitig von Mai bis Juni 2010 von der Organisation Free Gaza Movement genutzt wurde; am 5. Juni 2010 enterten israelische Einheiten das Schiff beim Versuch, die Seeblockade vor dem Gazastreifen zu durchbrechen.

## Geschichte
Gebaut wurde das Schiff in Hamburg unter der Baunummer 625 auf der Werft J. J. Sietas. Der Stapellauf erfolgte am 15. April, die Ablieferung am 20. Mai 1967. Sie kam unter dem Namen Carsten in Fahrt und wurde im Januar 1993 in Norasia Attica umbenannt. Ab Dezember 1993 trug das Schiff den Namen Manya und lief unter der Flagge von St. Vincent und den Grenadinen mit Heimathafen Kingstown. Nach einem weiteren Besitzerwechsel erhielt es 2003 den Namen Linda und wurde in Phnom Penh (Kambodscha) registriert.
Bei einer am 30. Juli 2009 in Dundalk (Irland) durchgeführten Überprüfung der Linda stellten Mitarbeiter der Hafenstaatkontrolle zahlreiche Mängel fest und untersagten ein Auslaufen. Das Schiff verblieb, zunächst wochenlang mitsamt seiner Besatzung, in Dundalk und wurde schließlich von der lettischen Reederei Forestry Shipping aufgegeben, ohne die Mannschaft zu bezahlen. Wegen der offenen Heuer in Höhe von 42.000 € setzte die Internationale Transportarbeiter-Föderation im Herbst 2009 vor dem irischen High Court die Beschlagnahme der Linda durch. Die Mannschaft verließ daraufhin das Schiff. Während der weiteren Liegezeit in Dundalk plünderten Unbekannte die Brücke und stahlen diverse Geräte. Am 30. März 2010 wurde die Linda öffentlich versteigert und zum Preis von 70.000 € von der Organisation Free Gaza Movement erworben. Die Geldmittel für den Kauf stammten von der malaysischen Perdana Global Peace Organization sowie aus Fonds des ehemaligen malaysischen Ministerpräsidenten Mahathir bin Mohamad. Das Schiff wurde anschließend vor Ort repariert und in einen seetüchtigen Zustand versetzt.
Anfang Mai 2010 erhielt das Schiff den Namen der Aktivistin Rachel Corrie (1979–2003) vom International Solidarity Movement und verließ Dundalk nach insgesamt 285 Tage. Die Rachel Corrie wurde nach Cork überführt und dort mit Hilfsgütern für den Gazastreifen beladen. Hierzu zählten auch 550 Tonnen Zement, dessen Einfuhr Israel verboten hatte. Das Schiff verließ Irland am 12. Mai 2010 mit acht Besatzungsmitgliedern und elf Passagieren an Bord, darunter die Friedensnobelpreisträgerin Mairead Maguire und der ehemalige UN-Diplomat Denis Halliday. Geplant war, dass man im östlichen Mittelmeer auf sechs Schiffe der Organisation Ship to Gaza treffen sollte, um in diesem Verband die Gaza-Blockade zu durchbrechen. Wegen eines technischen Problems musste die Rachel Corrie allerdings kurzfristig Malta anlaufen. Am 31. Mai 2010, als die anderen Schiffe in den Ship-to-Gaza-Zwischenfall verwickelt wurden, setzte sie die Fahrt von Malta aus fort. Die israelische Regierung teilte in den folgenden Tagen mit, das Schiff stoppen zu wollen. Auf Bitte der irischen Regierung unterbreitete sie der Besatzung das Angebot, den Hafen von Aschdod (Israel) anzulaufen und die Hilfsgüter nach einer Kontrolle von dort aus in den Gazastreifen weiterbefördern zu lassen. Dies lehnten die Verantwortlichen an Bord ab, weil sie eine Beschlagnahme von Teilen der Ladung befürchteten.
Am 5. Juni 2010 wurde das Schiff in internationalen Gewässern, etwa 23 Seemeilen (42 Kilometer) vor der Küste Gazas, von israelischen Kräften aufgebracht und nach Aschdod umgeleitet. Die Personen an Bord leisteten keinen Widerstand und wurden umgehend aus Israel abgeschoben. Die Rachel Corrie verblieb als Auflieger in Haifa. Von dort sendete sie am 26. Januar 2012 letztmals ein AIS-Signal. Ihr aktueller Zustand ist unklar.